# Lưu Tương (Tề vương)
Tề Ai vương (chữ Hán: 齐哀王, ?-179 TCN, trị vì 189 TCN-179 TCN), tên thật là Lưu Tương (刘襄), là vị vua thứ ba của tiểu quốc Tề, chư hầu của nhà Hán trong lịch sử Trung Quốc.
Lưu Tương là con trưởng của Tề Điệu Huệ vương Lưu Phì, vị vương chủ thứ hai của tiểu quốc Tề, và là cháu nội đích tôn của Hán Cao Tổ Lưu Bang, vua đầu tiên của nhà Hán. Năm 189 TCN, phụ thân Lưu Phì qua đời, Lưu Tương lên kế thừa tước vị, tức là Tề Ai vương.

## Thời Lã thái hậu xưng chế
Năm 188 TCN, Hán Huệ Đế qua đời, Lã thái hậu lâm triều xưng chế, nắm hết quyền hành. Lã thái hậu cắt Tế Nam quận thuộc tiểu quốc Tề phong cho anh là Tử Li hầu Lã Đài, lập làm Lã vương.
Năm 186 TCN, em Ai vương là Lưu Chương làm túc vệ ở nhà Hán, được phong làm Chu Khư hầu. Bốn năm sau, 182 TCN, Lã hậu lại phong cho một người em khác của ông làm Đông Mưu hầu.
Năm 181 TCN, Lã thái hậu tách đất Tà Lang ra khỏi tiều quốc Tề và lập Lưu Trạch làm Tà Lang vương.

## Khởi binh đánh họ Lã
Năm 180 TCN, Lã thái hậu bị bệnh, phong cháu Lã Lộc làm thượng tướng quân thống lĩnh Bắc quân, cho Lã vương Sản làm tướng quốc thống lĩnh Nam quân, khống chế lực lượng hộ vệ trong hoàng cung. Sau khi Lã thái hậu mất, Lã Lộc và Lã Sản hợp binh muốn làm loạn. Em Ai vương là Lưu Chương sai người đến đất Tề, yêu cầu Tề Ai vương xuất binh đánh họ Lã, Chu Khư hầu và Đông Mưu hầu sẽ làm nội ứng, sau khi diệt họ Lã sẽ lập Tề Ai vương làm thiên tử.
Tề Ai vương muốn xuất quân nhưng sợ tướng quốc Triệu Bình không chịu, bèn giết tướng quốc rồi sai cậu là Tứ Quân cùng Lang Trung lệnh Chúc Ngọ, Trung úy Ngụy Bột chuẩn bị phát binh. Tề Ai vương lại phong Ngụy Bột làm tướng quân, Chúc Ngọ làm nội sử đánh họ Lã.
Chúc Ngọ sai sứ sang mời Lang Tà vương Lưu Trạch đến gặp Tề Ai vương. Tề Ai vương bắt giam Lưu Trạch, ép cho mượn binh sau mới thả ra, rồi đem quân tiến về phía Tây đánh nước Lã ở Tế Nam, viết thư cho chư hầu, nói: "Cao Đế bình thiên hạ, phong cho Điệu Huệ vương ở đất Tề. Điệu Huệ vương mất rồi, Huệ Đế sai Lưu hầu Trương Lương lập thần làm Tề vương. Huệ Đế băng, Cao hậu nắm quyền, nghe lời Chu Lữ phế con cháu Cao Đế, giết ba vị Triệu vương, diệt Lương, Yến, phong họ Lã làm vương, chia đất Tề ra làm bốn. Trung thần khuyên can nhưng bề trên không nghe. Sau khi Cao Hậu chết rồi, Hoàng đế còn bé không thể trị thiên hạ, hiện con cháu họ Lã hợp binh nghiêm uy hiếp các trung thần và chư hầu, định lấy đó khống chế thiên hạ. Tông miếu đang bị nguy cấp, nay quả nhân đem binh đến giết những kẻ không đáng làm vương".
Nghe tin Tề Ai vương đem quân đánh, Lã vương Sản sai đại tướng Quán Anh ra chống cự, nhưng Quán Anh lại đầu hàng quân Tề, hợp mưu cùng nhau đánh họ Lã.
Trong khi đó ở Quan Trung, Chu Khư hầu cùng các tướng Trần Bình, Chu Bột dùng kế giết hết thân tộc họ Lã. Cùng lúc quân Tề cũng đến Trường An. Các đại thần muốn lập Tề Ai vương làm thiên tử, nhưng Trần Bình, Chu Bột nói:
"Họ Lã là họ ngoại của nhà vua nhưng độc ác nên đã suýt nữa làm nguy đến tôn miếu, làm loạn các công thần. Nay trong gia đình mẹ Tề vương có Tứ Quân, Tứ Quân là người ác. Nếu lập Tề vương thì lại trở thành họ Lã mất".
Rồi lại bàn:
"Đại vương Lưu Hằng là người con lớn nhất trong số những người con của Cao Đế còn sống. Người nhân đức, có hiếu, rộng rãi, trung hậu. Gia đình thái hậu họ Bạc lại chăm chỉ và tốt. Vả lại chúng ta lập người con lớn hơn cả cho nên hợp lẽ."
Các đại thần bèn lập Lưu Hằng lên làm vua, tức Hán Văn đế chứ không lập Tề Ai vương, và sai người đến bảo ông rút quân về.
Năm 179 TCN, Tề Ai vương qua đời. Ông ở ngôi 10 năm. Con ông là Lưu Tắc lên kế thừa tước vị, tức Tề Văn vương.